# تروفو
تروفو (بالإنجليزية: Trovo)‏ عبارة عن منصة بث مباشر لألعاب الفيديو الصينية مملوكة لشركة تينسنت للألعاب. على غرار تويتش، يوفر تروفو خيارات اشتراك مدفوعة متدرجة لكل قناة تمنح المشتركين مكافآت قابلة للتخصيص، بالإضافة إلى ذلك، فإنه يوفر اشتراك آيس (Ace)، وهو حزمة على مستوى الموقع تتضمن رموز تعبيرية إضافية وميزات متقدمة أخرى.

## وصلات خارجية
- الموقع الرسمي